# هورباف
هورباف، روستایی از توابع بخش کوار شهرستان شیراز در استان فارس ایران است.

## جمعیت
این روستا در دهستان طسوج قرار دارد و براساس سرشماری مرکز آمار ایران در سال ۱۳۸۵، جمعیت آن بیش از 2 هزار نفر (320 خانوار) بوده‌ است.
حداکثر ساکنان این روستا از بزرگترین ایل ایران، قشقایی -طایفه عمله- تیره نمدی دایلار، که تشکیل شده‌است از (فامیل‌های شهبازی،ویسی،مختاری ،قهرمانی ،وزیری ،رحمانی ،کریمی ،رجبی ) راشکل میدهد .شغل اصلی مردمان این روستا دامداری و کشاورزی می‌باشد ،درمقایسه با روستاهای مجاور تعداد دانشجوی بیشتری دارد ،جوانان این روستا اکثراً تحصیل کرده می‌باشند.

## موقعیت جغرافیایی
روستای هورباف در 30 کیلومتری کلانشهر شیراز قرار دارد و در مرکز یک سه راهی واقع شده است که همین موضوع سبب شده است تردد و عبور و مرور از این روستا بسیار زیاد باشد.

## وضعیت اقتصادی
با توجه به موقعیت جغرافیایی مناسب روستای هورباف، ظاهر آن اصلا شبیه به یک روستا نیست و تعداد زیادی فروشگاه، رستوران ، فست فود ، کافه و ... در این روستا قرار دارد که نسبت به جمعیت آن جالب توجه است.

## کمبود ها
بنظر میرسد با کمی توجه و رسیدگی بیشتر به روستای هورباف، هم اهالی این روستا و هم مسافران بین جنوب و شمال بتوانند از امکانات آن بهره مند شوند.
ایجاد فضای سبز در میدان مرکزی روستا ، احداث سالن ورزشی یا زمین چمن مصنوعی و ایجاد روشنایی مناسب 
میتواند در رشد و پیشرفت این روستا بسیار تأثیرگذار باشد.

## سرمایه گذاری
بسیاری از افراد به دنبال سرمایه گذاری و ایجاد شغل و درآمدزایی در روستای هورباف هستند. آنها معتقدند روستای هورباف در مرکز استان فارس است و جنوب و شمال استان را به یکدیگر متصل میکند.